# Praxedis G. Guerrero Nuevo
Praxedis G. Guerrero Nuevo är en ort i Mexiko.   Den ligger i kommunen Durango och delstaten Durango, i den centrala delen av landet, 700 km nordväst om huvudstaden Mexico City. Praxedis G. Guerrero Nuevo ligger 1 883 meter över havet och antalet invånare är 682.
Terrängen runt Praxedis G. Guerrero Nuevo är platt åt nordost, men åt sydväst är den kuperad. Runt Praxedis G. Guerrero Nuevo är det ganska tätbefolkat, med 60 invånare per kvadratkilometer. Närmaste större samhälle är Victoria de Durango, 12,8 km nordväst om Praxedis G. Guerrero Nuevo. Trakten runt Praxedis G. Guerrero Nuevo består i huvudsak av gräsmarker.